# Mussaenda epiphytica
Mussaenda epiphytica är en måreväxtart som beskrevs av Martin Roy Cheek. Mussaenda epiphytica ingår i släktet Mussaenda och familjen måreväxter. Inga underarter finns listade i Catalogue of Life.